# Деянира

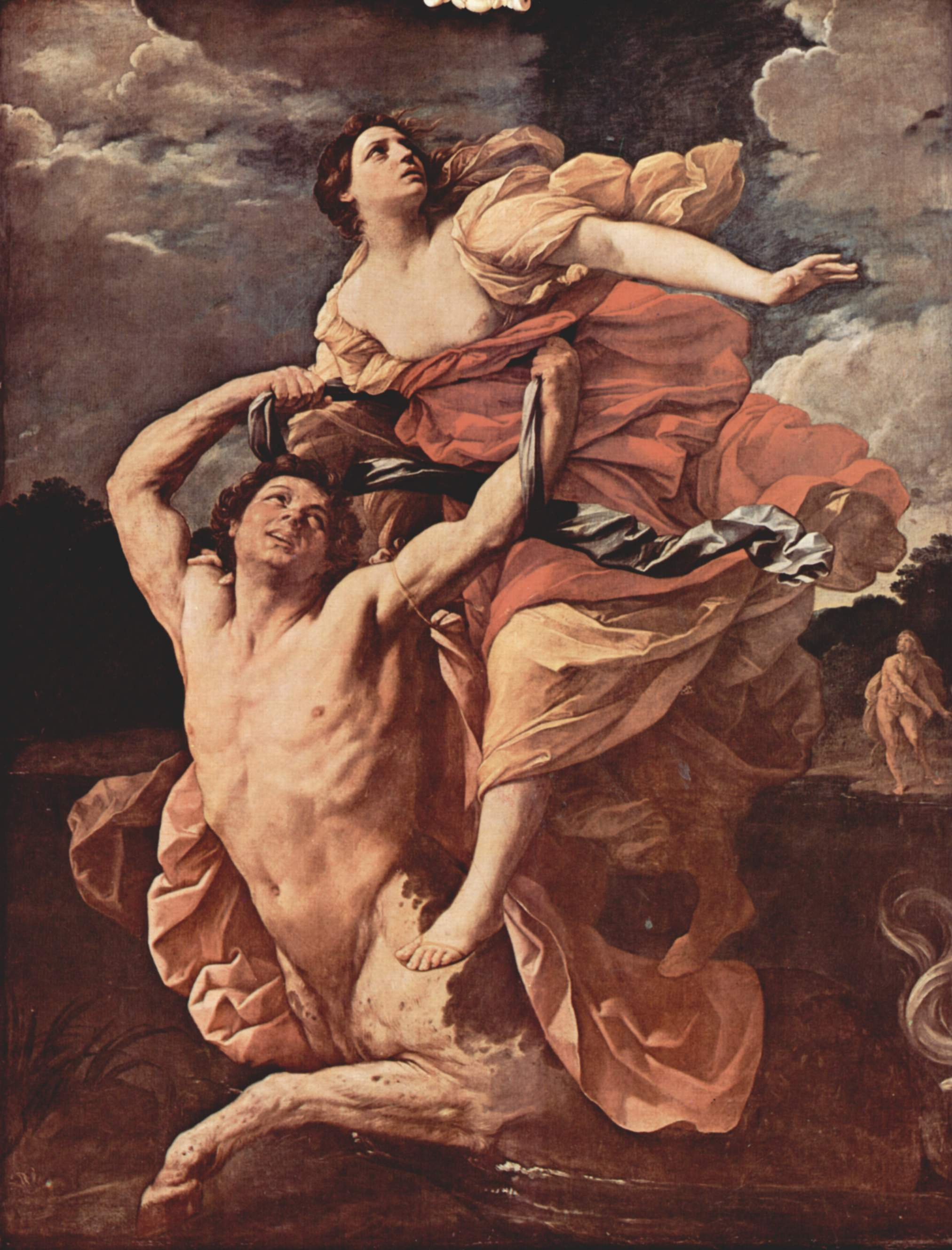
Гвидо Рени. «Похищение Деяниры». Лувр

Деянира (др.-греч. Δηϊάνειρα, Δῃάνειρα) — персонаж греческой мифологии из этолийского цикла, дочь калидонского царя Энея и Алфеи, жена Геракла, мать Гилла и других Гераклидов. Обманутая кентавром Нессом, она стала невольной виновницей гибели мужа и покончила с собой. Изображена на ряде картин Нового времени, фигурирует во многих литературных произведениях, в том числе в трагедиях Софокла и Сенеки.

## В мифологии

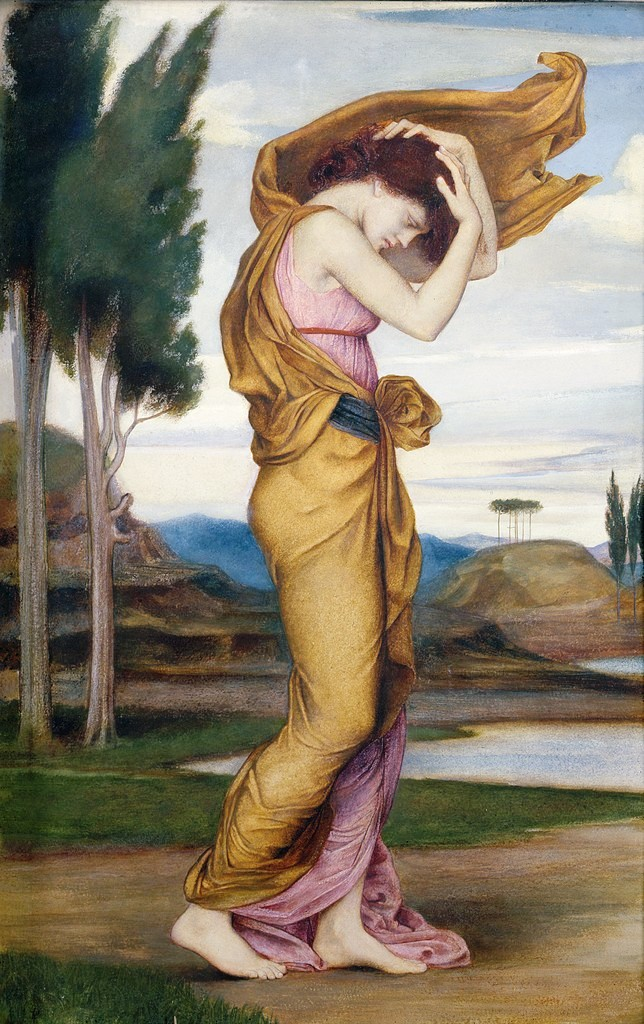
Эвелин де Морган. Деянира

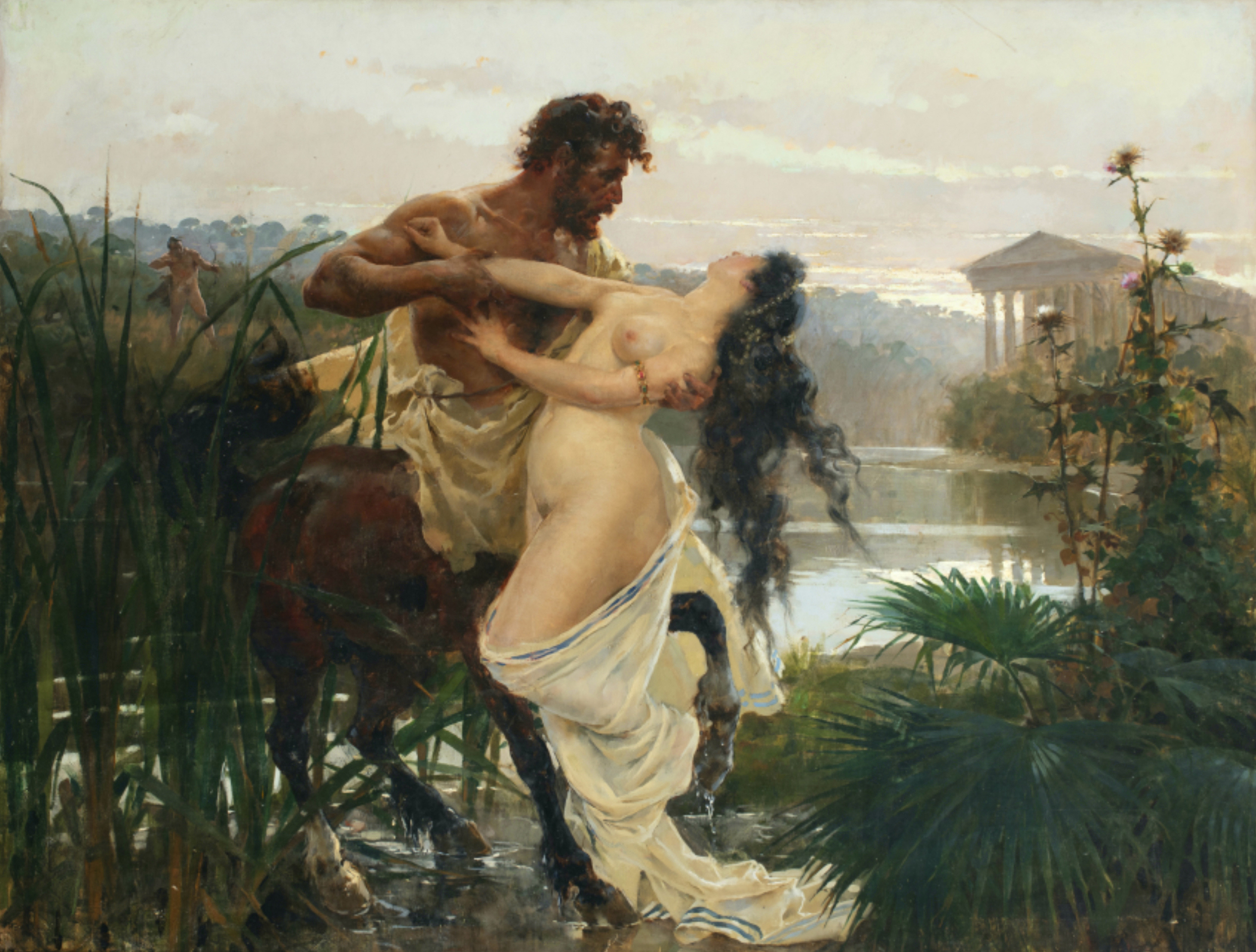
Энрике Симоне. Несс и Деянира

Деянира принадлежала к династии царей Этолии, основателем которой считался Аэтлий — сын Зевса и Протогенеи, внук Девкалиона, пережившего потоп. Отцом Деяниры был Эней, царь Калидона, правнук эпонимов двух основных городов Этолии — Калидона и Плеврона. Он был женат на своей родной племяннице Алфее, дочери Фестия, которая родила сыновей Мелеагра, Токсея, Тирея и Климена, а также Деяниру, Горгу и других дочерей. В источниках упоминается и вторая жена Энея, Перибея, мать Тидея и Оления. Истинным отцом Деяниры, по некоторым данным, был бог виноделия Дионис, который разделил ложе с Алфеей, когда гостил в Калидоне.
Античные авторы сообщают, что Деянира с юных лет владела оружием и умела править колесницей. Когда Мелеагр погиб из-за гнева матери, его безутешные сёстры были превращены в птиц, и только Деянира с Горгой сохранили человеческий облик благодаря вмешательству Диониса. Позже Мелеагр встретил в царстве мёртвых Геракла, спустившегося туда за Кербером; он попросил этого героя жениться на его сестре. Вернувшись в мир живых, Геракл пришёл к Энею и попросил руку Деяниры, но одновременно это сделал речной бог Ахелой. Соперники сошлись в единоборстве, причём Ахелой превращался в змею и быка, но всё же потерпел поражение. В итоге Эней выдал дочь за Геракла.
Позже Деянире пришлось оставить родину из-за совершённого её мужем случайного убийства. Супруги отправились в Трахин; сражаясь вместе, они отбили нападение дриопов, причём Деянира была ранена в грудь. Оказавшись перед рекой Эвен, Геракл поручил кентавру Нессу, переправлявшему путников за плату, перенести жену на другой берег. Тот внезапно воспылал страстью к Деянире и либо попытался изнасиловать её прямо в воде, когда Геракл уже перешёл реку, либо переправился первым и попытался ускакать с Деянирой. Геракл ранил кентавра своей стрелой. Умирая, Несс посоветовал Деянире собрать его кровь, которая якобы является мощным приворотным зельем.
Изгнанники обосновались в Трахине. Деянира стала матерью дочери Макарии и четырёх сыновей — Гилла, Ктесиппа, Глена и Онита (согласно Диодору Сицилийскому, сыновей было трое: Гилл, Гленей и Годит). Однажды, услышав, что Геракл хочет жениться на захваченной им в Эхалии царевне Иоле, Деянира пропитала кровью Несса хитон и послала эту одежду мужу, чтобы вернуть его любовь. Однако кровь кентавра, который погиб от стрелы, смазанной желчью лернейской гидры, оказалась ядом, так что Геракл умер в страшных мучениях. Деянира, узнав об этом, повесилась (в альтернативной версии, изложенной у Софокла, закололась).

## Память
В исторические времена путникам показывали могилу Деяниры близ Гераклеи, под горой Эта, и в Аргосе. Деянира была персонажем множества древнегреческих трагедий, посвящённых гибели Геракла, из которых сохранилась только пьеса Софокла «Трахинянки». О сватовстве Геракла к Деянире рассказывалось в трагедиях под названием «Эней», написанных Софоклом и Еврипидом. Римлянин Луций Анней Сенека написал трагедию «Геркулес на Эте», Овидий включил в свои «Героиды» письмо Деяниры мужу. К эпизоду с Нессом обращались авторы помпейских фресок. Иногда Деяниру изображали как свидетельницу единоборства Геракла и Ахелоя (например, в скульптурной группе в Олимпии, которую упоминает Павсаний). Плиний Старший упоминает картину греческого художника Артемона, на которой были изображены Деянира и Геракл.
Сюжет, связанный с гибелью Несса, был очень популярен и в эпоху Нового времени: к нему обращались Бартоломеус Спрангер, Антонио дель Поллайоло, Паоло Веронезе, Гвидо Рени, Питер Пауль Рубенс, Якоб Йорданс и другие живописцы. Камиль Сен-Санс создал оперу «Деянира».
Деянира появляется в сериалах «Геркулес» (2005 год, актриса — Лили Собески), «Удивительные странствия Геракла» (1995, Тони Китэйн). В её честь назван астероид, открытый в 1875 году Альфонсом Борелли.